# Oya Baydar
Oya Baydar, née en 1940 à Istanbul, est une écrivaine turque, ancienne militante marxiste.

## Enfance et premier roman
Oya Baydar étudie au lycée Notre-Dame de Sion d'Istanbul, un lycée catholique francophone. Elle publie son premier roman, inspiré de l'auteure Françoise Sagan, pendant sa scolarité au lycée. Ce roman est publié sous forme de livre et dans le magazine Hürriyet, et lui vaut une menace d'expulsion de son lycée. Après le lycée, elle arrête d'écrire et se lance dans le militantisme marxiste.

## Engagement politique
En 1964, Baydar est diplômée du département de sociologie de l'université d'Istanbul. Elle y devient assistante professeure. Sa thèse, sur le sujet du développement de la classe ouvrière en Turquie, est refusée deux fois, ce qui pousse les étudiants à organiser un blocus de l'université. Baydar devient ensuite assistante professeure à l'université Hacettepe.
Pendant le coup d'état de 1971, Baydar continue son engagement politique d'extrême-gauche. Elle est arrêtée et emprisonnée la même année pour son appartenance au Parti du travail et au syndicat des enseignants turcs, et doit quitter son poste universitaire. Entre 1972 et 1974, elle est chroniqueuse pour les journaux Yeni Ortam ([Nouvelle Plate-forme]) and Politika ([Politique]). Oya publie son premier journal personnel avec son mari Aydın Engin et Yusuf Ziya Bahadınlı. Elle est reconnue comme écrivaine et chercheuse activiste communiste.

## Vie après 1980
Pendant le coup d'état de 1980, Oya Baydar déménage en Allemagne. De 1980 à 1992, Baydar habite à Francfort-sur-le-Main.
En 1992, elle retourne en Turquie. Elle y travaille comme rédactrice pour l'Istanbul Encyclopedia, un projet joint de la Fondation pour l'Histoire et du ministère de la Culture, et devient rédactrice en chef de The Unionism Encyclopedia of Turkey.
En 2010, elle publie Parole perdue, et en 2015, Et ne reste que des cendres, qui retrace l'histoire d'une jeune enseignante turque entre 1970 et la fin des années 1990.
Depuis 2013, elle écrit pour le journal en ligne T24, spécifiquement au sujet du problème kurde, et insiste régulièrement sur l'importance d'ouvrir l'Union européenne à la Turquie pour éviter de faire d'Erdogan « le nouvel Atatürk ». En 2016, elle est poursuivie par l'état turc pour son soutien à une enseignante de Diyarbakir accusée de terrorisme pour avoir demandé la paix à la télévision. Elle-même affirme ne plus oser utiliser le mot « Kurdistan » dans ses interventions télévisées et journalistiques sur le sujet de la situation kurde.

## Œuvres traduites en français
- Kayıp söz, 2008

- traduit en français sous le titre Parole perdue par Valérie Gay-Aksoy, Paris, Éditions Phébus, coll. « Littérature étrangère », 2010, 455 p.  (ISBN 978-2-7529-0391-4)
- Sıcak külleri kaldı, 2008

- traduit en français sous le titre Et ne reste que des cendres par Valérie Gay-Aksoy, Paris, Éditions Phébus, coll. « Littérature étrangère », 2015, 557 p.  (ISBN 978-2-7529-0780-6)
- Surönü diyalogları, 2016

- traduit en français sous le titre Dialogues sous les remparts par Valérie Gay-Aksoy, Paris, Éditions Phébus. Valérie Gay-Aksoy, coll. « Littérature étrangère », 2018, 155 p.  (ISBN 978-2-7529-1146-9)